# Arsenito
En química, un arsenito es un compuesto químico que contiene un oxianión arsénico en el que el arsénico tiene el estado de oxidación +3. Obsérvese que en los campos que suelen ocuparse de la química de las aguas subterráneas, el arsenito se utiliza genéricamente para identificar aniones solubles de AsIII. La IUPAC ha recomendado que los compuestos de arsenito se denominen arseniato(III); por ejemplo, el ortoarsenito se denomina trioxidoarseniato(III). El ortoarsenito contrasta con los aniones correspondientes de los miembros más ligeros del grupo 15, el fosfito, que tiene la estructura HPO2−
3, y el nitrito, NO−
2, que está doblado.
Se conocen varios aniones arsenito diferentes:
- AsO3−
3 orto-arsenito, un ion de ácido arsenioso, con forma piramidal[1]
- (AsO−
2)
n meta-arsenito, un anión de cadena polimérica.[2]
- As
2O4−
5 piroarsenita, [O
2As−O−AsO
2]4−
- As
3O5−
7 una poliarsenita, [O
2As−O−As(O)−O−AsO
2]5−[3]
- As
4O6−
9 una poliarsenita, [O
2As−O−As(O)−O−As(O)−O−AsO
2]6−[3][3]
- (As
6O4−
11)
n, un anión polimérico

En todos ellos la geometría alrededor de los centros AsIII es aproximadamente trigonal, el par solitario en el átomo de arsénico es estereoquímicamente activo.Ejemplos bien conocidos de arsenitos incluyen el metaarsenito de sodio que contiene un anión lineal polimérico, (AsO−
2)
n, y el ortoarsenito de plata, Ag
3AsO
3, que contiene el anión trigonal AsO3−
3. 

## Preparación de los arsenitos
Algunas sales de arsenito pueden prepararse a partir de una solución acuosa de trisulfuro de arsénico. Ejemplos de ellas son las sales de metaarsenito y, a baja temperatura, pueden prepararse sales de arsenito de hidrógeno, como Na
2H
2As
4O
8, NaAsO
2·4H2O, Na
2HAsO
3·5H2O y Na
5(HAsO
3)(AsO
3)·12H2O

## Minerales de arsenito[4]
Varios minerales contienen aniones arsenito: reinerita, Zn
3(AsO
3)
2; finnemanita, Pb
5Cl(AsO
3)
3; paulmooreita, Pb
2As
2O
5; stenhuggarita, CaFeSbAs
2O
7 (contiene un anión polimérico complejo); schneiderhöhnita, FeII
FeIII
3(AsO
3)(As
2O
5)
2; magnussonita, Mn
5(OH)(AsO
3)
3; trippkeita, CuAs
2O
4; trigonita, Pb
3Mn(AsO
3)
2(HAsO
3); tooeleita, Fe
6(AsO
3)
4(SO
4)(OH)
4·4H2O.

## Arsenitos en el medio ambiente
El arsénico puede entrar en las aguas subterráneas debido a la presencia natural de arsénico a niveles más profundos o procedente de las explotaciones mineras. El arsénico (III) puede eliminarse del agua por varios métodos: oxidación de AsIII a AsV, por ejemplo, con cloro, seguida de coagulación, por ejemplo, con sulfato de hierro (III). Otros métodos son el intercambio iónico y la filtración. La filtración sólo es eficaz si el arsénico está presente en forma de partículas; si el arsenito está en solución, atraviesa la membrana de filtración.

## Usos
El arsenito de sodio se utiliza en la reacción de desplazamiento de gas de agua para eliminar el dióxido de carbono. La solución de Fowler, introducida por primera vez en el siglo XVIII, se componía de As
2O
3como solución de metaarsenito de potasio, KAsO2.
El arsénico en su trióxido, As
2O
3, (marca comercial Trisenox, ATO) se utiliza como fármaco quimioterapéutico contra la leucemia promielocítica aguda (LPA), un tipo de leucemia mieloide. Se desconoce en detalle su mecanismo de acción, pero se sospecha que acelera la apoptosis de las células cancerosas. El trióxido de arsénico desencadena cambios morfológicos y fragmentaciones del ADN en el modelo in vitro NB4 de LPA. También degrada el receptor alfa del ácido retinoico (RARA). El gen RARA es un importante regulador del desarrollo, la diferenciación y la apoptosis de las células inmunitarias premielocíticas.

## Bacterias que utilizan y generan arsenito
Algunas especies de bacterias obtienen su energía oxidando diversos combustibles al tiempo que reducen los arseniatos para formar arsenitos. Las enzimas implicadas se conocen como arsenato reductasas.
En 2008, se descubrieron bacterias que emplean una versión de la fotosíntesis con arsenitos como donantes de electrones, produciendo arseniatos (al igual que la fotosíntesis ordinaria utiliza agua como donante de electrones, produciendo oxígeno molecular). Los investigadores conjeturaron que históricamente estos organismos fotosintetizadores producían los arseniatos que permitían prosperar a las bacterias reductoras de arseniato.
En los seres humanos, el arsenito inhibe la piruvato deshidrogenasa (complejo PDH) en la reacción piruvato-acetil CoA, al unirse al grupo -SH de la lipoamida, una coenzima participante. También inhibe el complejo oxoglutarato deshidrogenasa por el mismo mecanismo. La inhibición de estas enzimas altera la producción de energía.